# Tattoo (Loreen-dal)
A Tattoo (magyarul: Tetoválás) a  2023-as Eurovíziós Dalfesztivál győztes dala, amely a marokkói berber származású svéd Loreen előadásában került színpadra. A dal képviselte Svédországot a 2023-as Eurovíziós Dalfesztiválon Liverpoolban. A dal 2023. március 11-én, a svéd nemzeti döntőben, a Melodifestivalenen megszerzett győzelemmel érdemelte ki a dalversenyen való indulás jogát.

## Eurovíziós Dalfesztivál
2022. november 30-án vált hivatalossá, hogy az énekesnő is résztvevője a 2023-as Melodifestivalen mezőnyének. Dalával először az február 21-i negyedik válogatóban versenyzett Malmőben, ahonnan első helyezettként sikeresen továbbjutott a döntőbe. A válogatóban a produkcióját egy környezetvédő aktivista félbeszakította, emiatt újból elő kellett adnia. A március 11-én stockholmi Friends Arenában rendezett döntőben a nemzetközi zsűri és a nézők szavazatai alapján megnyerte a válogatóműsort, így ő képviselhette hazáját immáron másodjára az Eurovíziós Dalfesztiválon. A Melodifestivalen történelmében ez volt a nyolcadik alkalom, hogy egy korábbi győztes újra megnyerte a műsort.
A dalfesztivál előtt Madridban, Amszterdamban és Londonban eurovíziós rendezvényeken népszerűsítette versenydalát.
A dalt először a május 9-én megrendezett első elődöntőben fellépési sorrendben tizenegyedikként adta elő, a Moldovát képviselő Pasha Parfeni Soarele și luna című dala után és az Azerbajdzsánt képviselő TuralTuranX Tell Me More című dala előtt. Az elődöntőből második helyezettként sikeresen továbbjutott a május 13-i döntőbe, ahol fellépési sorrendben kilencedikként lépett fel, a Spanyolországot képviselő Blanca Paloma Eaea című dala után és az Albániát képviselő Albina & Familja Kelmendi Duje című dala előtt.
A zsűri szavazáson az első helyen végezett 340 ponttal (Albániától, Ciprustól, Dániától, az Egyesült Királyságtól, Észtországtól, Finnországtól, Hollandiától, Írországtól, Izraeltől, Litvániától, Máltától, Moldovától, Németországtól, Spanyolországtól és Ukrajnától maximális pontot kapott), míg a nézői szavazáson a második helyen végzett 243 ponttal, így összesítésben 583 ponttal ponttal megnyerte a versenyt és megszerezte Svédország hetedik eurovíziós győzelmét, egyben a 2024-es Eurovíziós Dalfesztivál rendezési jogát is elnyerte. Érdekesség, hogy Loreen lett a második győztes és az első női előadó, aki másodjára nyerte meg a dalfesztivált, valamint Svédország ezzel Írországgal holtversenyben a legtöbb győzelemmel rendelkező ország.
A következő svéd induló Marcus & Martinus Unforgettable című dala volt a 2024-es Eurovíziós Dalfesztiválon.
A következő győztes a Svájcot képviselő Nemo The Code című dala volt.

### Kapott pontok
Első elődöntő
| Szavazat | Össz | Szavazó országok | Szavazó országok | Szavazó országok | Szavazó országok | Szavazó országok | Szavazó országok | Szavazó országok | Szavazó országok | Szavazó országok | Szavazó országok | Szavazó országok | Szavazó országok | Szavazó országok | Szavazó országok | Szavazó országok | Szavazó országok | Szavazó országok | Szavazó országok    | Szavazó országok |
| Szavazat | Össz | Norvégia         | Málta            | Szerbia          | Lettország       | Portugália       | Írország         | Horvátország     | Svájc            | Izrael           | Moldova          | Azerbajdzsán     | Csehország       | Hollandia        | Finnország       | Franciaország    | Németország      | Olaszország      | A Világ többi része |                  |
| -------- | ---- | ---------------- | ---------------- | ---------------- | ---------------- | ---------------- | ---------------- | ---------------- | ---------------- | ---------------- | ---------------- | ---------------- | ---------------- | ---------------- | ---------------- | ---------------- | ---------------- | ---------------- | ------------------- | ---------------- |
| Nézők    | 135  | 10               | 12               | 6                | 10               | 8                | 8                | 4                | 8                | 7                | 10               | 10               | 6                | 12               | 5                | 5                | 4                | 3                | 7                   |                  |

Döntő
| Zsűri | 340 | 12 | 8 | 10 | 12 | 12 | 12 | 12 | 4 | 10 | 10 | 6 | 12 | 8  | 12 | 5 | 10 | 12 | 10 | 7 | 10 | 7  | 5 | 12 | 10 | 6 | 7  | 12 | 12 | 12 | 4 | 10 | 7 | 6 | 12 | 12 | 12 |   |
| Nézők | 243 | 3  | 3 | 8  | 8  | 10 | 8  | 6  | 8 | 10 | 4  | 3 |    | 10 | 1  | 7 | 2  | 10 | 7  | 7 | 8  | 10 | 6 | 8  | 10 | 5 | 10 | 8  | 5  | 4  | 7 | 6  | 4 | 8 | 10 | 7  | 5  | 7 |

### Díjak
A dalfesztivált megelőző időszakban megrendezett hivatalos rajongói szavazáson ezt a dalt választották a legjobbnak. A sajtódíj és művészeti díj kategóriában megnyerte a Marcel Bezençon-díjat.

## Dalszöveg
| No, I don't care about them all 'Cause all I want is to be loved And all I care about is you You're stuck on me like a tattoo No, I don't care about the pain I'll walk through fire and through rain Just to get closer to you You're stuck on me like a tattoo – A dal refrénje | Nem, nem érdekel egyikőjük sem Csak azt akarom, hogy szeressenek Csak te érdekelsz Rajtam ragadtál, mint egy tetoválás Nem, nem érdekel a fájdalom Tűzön-vízen átmegyek Csak, hogy közelebb lehessek hozzád Rajtam ragadtál, mint egy tetoválás – A dal refrénje magyarul |

## Galéria

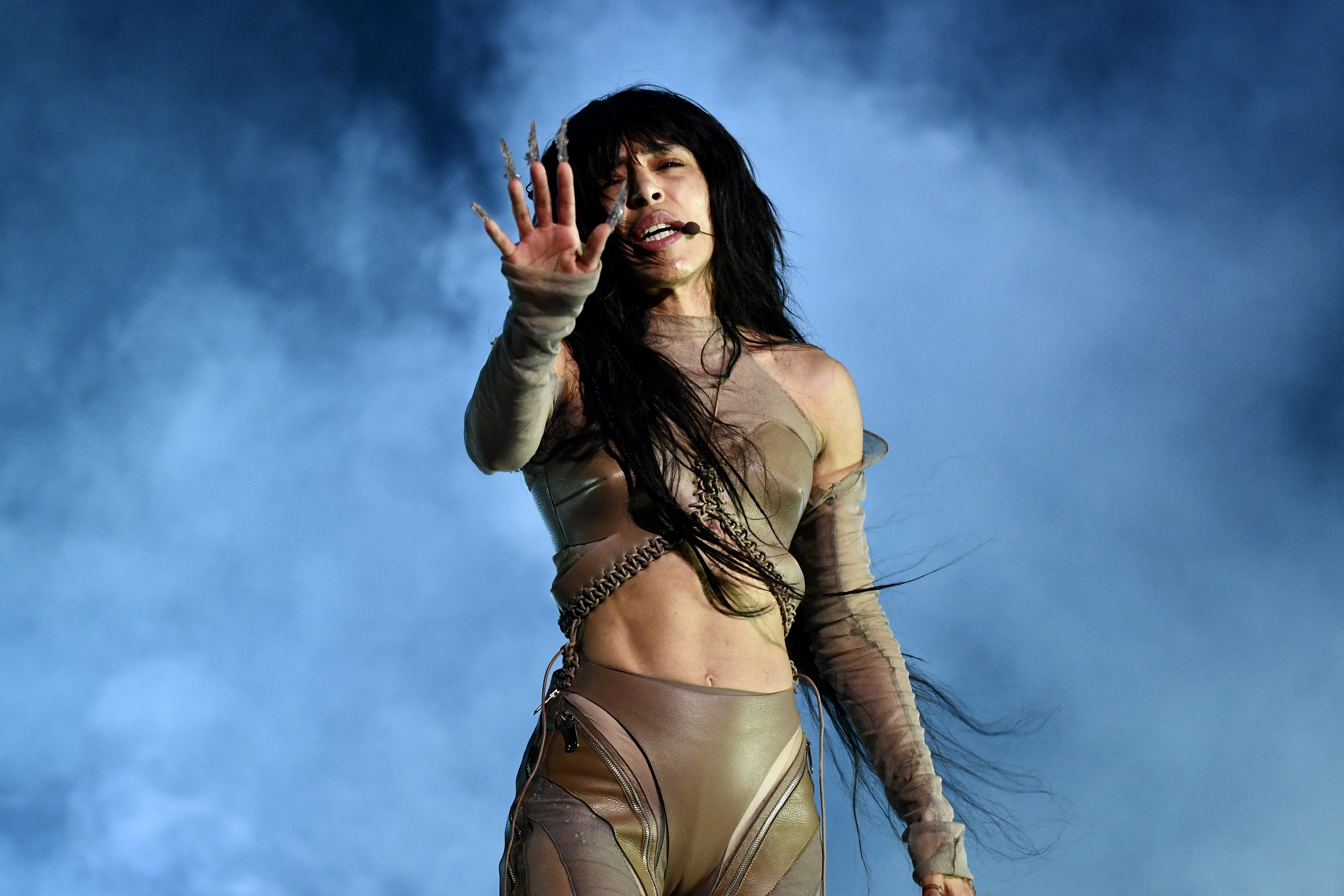
A Melodifestivalen negyedik válogatójában
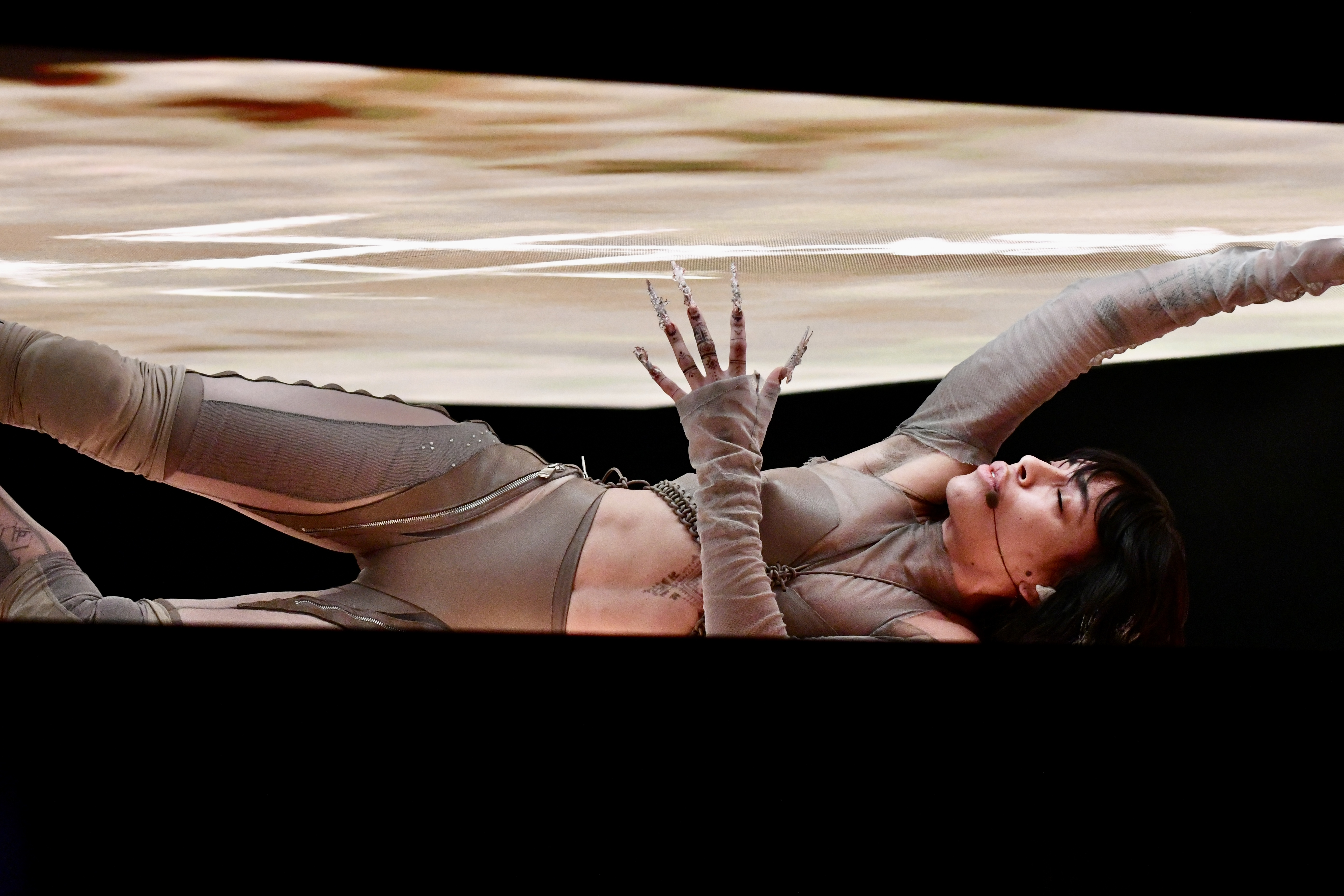
A Melodifestivalen döntőjében
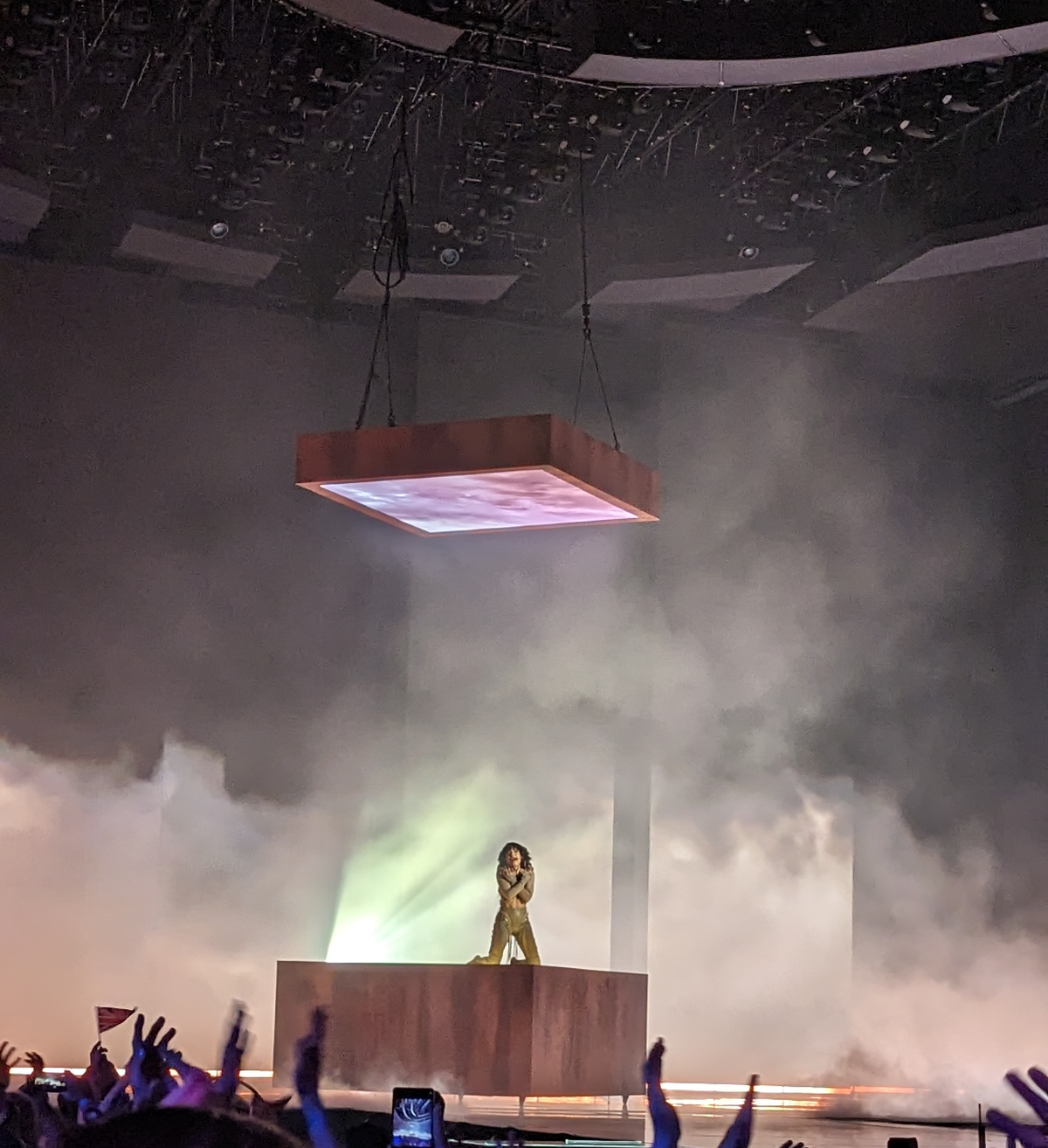
Az elődöntőben
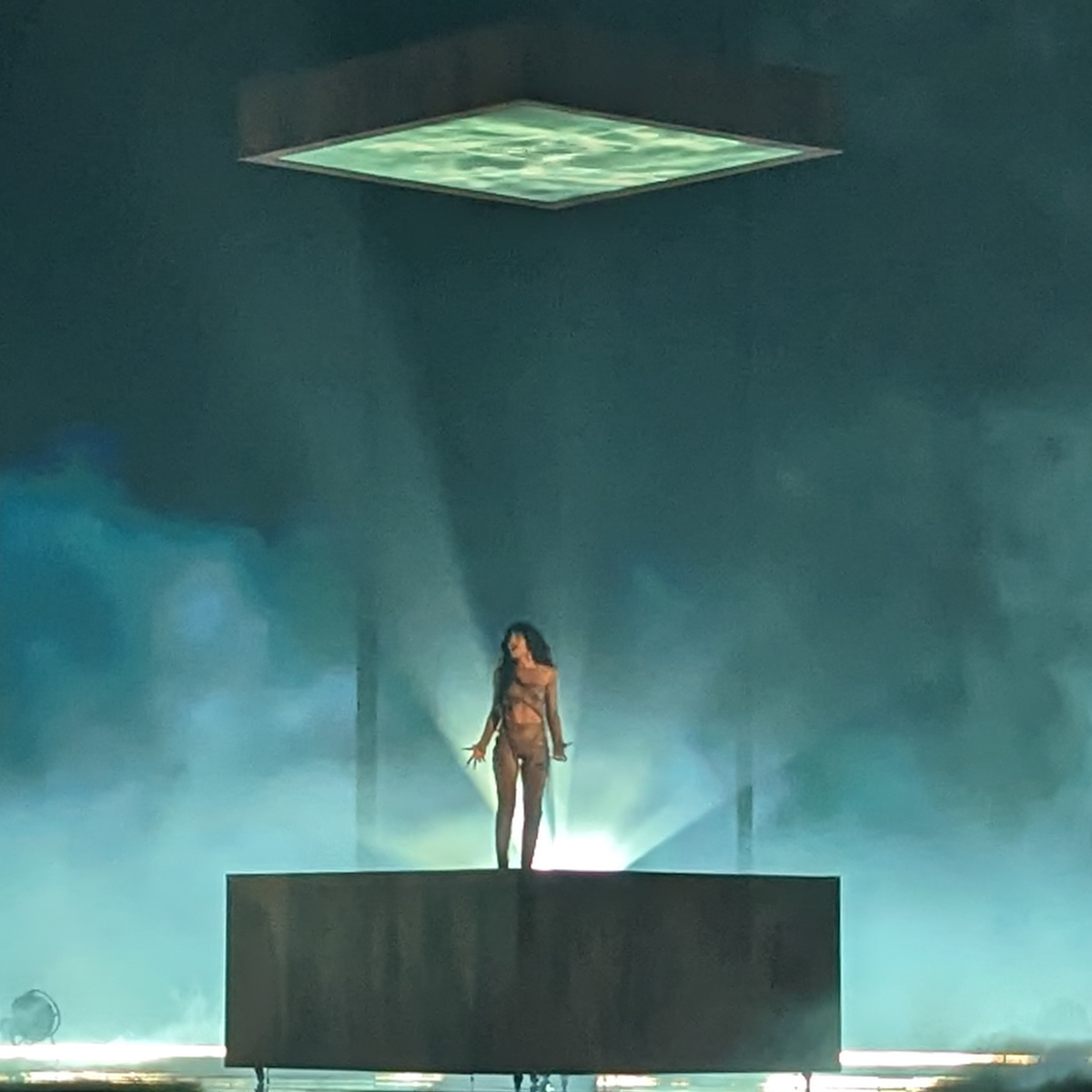
A döntőben